# 法胡德
法胡德（阿拉伯语：‎）是1941年6月1-2日间的针对伊拉克王國巴格达的犹太人的反犹骚乱，当时英方刚取得英國伊拉克戰爭的胜利。亲纳粹的拉希德·阿里·盖拉尼政府倒台后，巴格达处在不稳定之中，暴乱就发生在这段权力真空中。拉希德·阿里在较早前发动的政变令伊拉克全国陷入了一段短暂的狂喜，拉希德·阿里政权被英军快速击败后，暴力接踵而至，當時又有傳言伊拉克犹太人在英國伊拉克戰爭中协助英方，這使得不少伊拉克人對猶太人更加仇恨。最终有超过180名犹太人被杀，1000人受伤，还有一些暴乱者在当局的镇暴过程中被杀。暴民在此期间劫掠了犹太人的财产，900座犹太人房屋被毁。